# NAS Award in Chemical Sciences
Der National Academy of Sciences Award in Chemical Sciences ist ein von der amerikanischen National Academy of Sciences (NAS) vergebener Wissenschaftspreis für „innovative Forschung auf dem Gebiet der Chemie“. Die Medaille wird seit 1979 jährlich verliehen, 1984 fand keine Vergabe statt. Der Preis ist mit 15.000 US-Dollar dotiert.

## Träger der Auszeichnung
- 1979: Linus Carl Pauling
- 1980: Frank Westheimer
- 1981: Bruno H. Zimm
- 1982: Gilbert Stork
- 1983: Henry Taube
- 1985: Richard B. Bernstein
- 1986: Roald Hoffmann
- 1987: Herbert Charles Brown
- 1988: Harden M. McConnell
- 1989: Ronald Breslow
- 1990: F. Albert Cotton
- 1991: Richard N. Zare
- 1992: Donald J. Cram
- 1993: Richard H. Holm
- 1994: Koji Nakanishi
- 1995: Isabella L. Karle
- 1996: Ahmed Zewail
- 1997: M. Frederick Hawthorne
- 1998: Allen J. Bard
- 1999: John D. Roberts
- 2000: Barry Sharpless
- 2001: John I. Brauman
- 2002: Elias James Corey Jr.
- 2003: Harry B. Gray
- 2004: Robert Ghormley Parr
- 2005: Thomas C. Bruice
- 2006: Samuel Danishefsky
- 2007: Robert Bergman
- 2008: JoAnne Stubbe
- 2009: Joanna Fowler
- 2010: Louis E. Brus
- 2011: Stephen J. Benkovic
- 2012: Tobin J. Marks
- 2013: Gabor A. Somorjai
- 2014: Marvin H. Caruthers
- 2015: W. Carl Lineberger
- 2016: Carolyn Bertozzi
- 2017: Armand Paul Alivisatos
- 2018: Jennifer A. Doudna
- 2019: Jacqueline K. Barton
- 2020: John C. Tully
- 2021: Peter G. Schultz
- 2022: Esther S. Takeuchi
- 2023: Krzysztof Matyjaszewski
- 2024: Kimberly A. Prather
- 2025: Peter G. Wolynes